# Chaetonotus succinctus
Chaetonotus succinctus är en djurart som tillhör fylumet bukhårsdjur, och som beskrevs av Voigt 1902. Chaetonotus succinctus ingår i släktet Chaetonotus och familjen Chaetonotidae. Inga underarter finns listade i Catalogue of Life.